# 谷本麻衣
谷本 麻衣（たにもと まい、1995年12月11日 - ）は、日本の女優。ベリーベリープロダクションに所属していた。身長167cm。血液型A型。

## 来歴
岡山県出身。山陽女子高等学校普通科Musicコース卒業。高校在学中、2014年度の「ミス・ユニバース・ジャパン」に出場し、岡山県のグランプリとして代表に選出される。
高校を卒業後、Team TAISAN 所属のレースクイーンとして活動。その後、女優としての活動も開始する。

## 出演

### テレビドラマ
- 土曜ワイド劇場 ドクター彦次郎 第1作〜第4作（2015年〜2019年、テレビ朝日） - 古賀ふゆみ 役[1]
- 鬼平犯科帳スペシャル 浅草・御厩河岸（2015年、フジテレビ） - 女中 役[5]

### 舞台
- あなたを待ちながら（2015年） - 北方律子 役[1]
- ミュージカル ロミオとジュリエット - ペペ 役[1]

### CM
- 振袖レンタル（2016年、アニバーサリー・ジャパン）
- 夢きらら（2016年、東樹苑）
- JOYSOUND MAX（2016年、エクシング）

### Web
- 「REAL time」アプリ紹介ムービー（2016年）